# Hippeastrum oconequense
Hippeastrum oconequense är en amaryllisväxtart som först beskrevs av Hamilton Paul Traub, och fick sitt nu gällande namn av Harold Emery Moore. Hippeastrum oconequense ingår i släktet amaryllisar, och familjen amaryllisväxter.
Artens utbredningsområde är Peru. Inga underarter finns listade i Catalogue of Life.